# Libertad Tour
Libertad Tour es el primer álbum en directo de Agoney, el artista preseleccionado para representar a España en Eurovisión nos sorprende con el lanzamiento del DVD de Libertad Tour, grabado íntegramente en su tierra natal en octubre de 2021 en el campo de fútbol de Adeje en Tenerife.
Revive junto a Agoney el concierto más importante de su trayectoria. Un encuentro mágico acompañado de una performance poderosa y a la vez delicada, dónde descubrimos la verdad que atraviesan sus canciones.

## Lista de canciones
| Libertad Tour |                                         |          |  |
| N.º           | Título                                  | Duración |  |
| 1.            | «Intro»                                 | 1:35     |  |
| 2.            | «Soy Fuego»                             | 2:44     |  |
| 3.            | «Perficción»                            | 2:51     |  |
| 4.            | «Frozen»                                | 2:38     |  |
| 5.            | «Physical»                              | 2:59     |  |
| 6.            | «Black»                                 | 4:21     |  |
| 7.            | «Supremacy»                             | 6:13     |  |
| 8.            | «Libertad»                              | 3:16     |  |
| 9.            | «MÁS»                                   | 4:08     |  |
| 10.           | «Eloise»                                | 3:00     |  |
| 11.           | «Whole Lotta Love» (con Ainhoa Aguilar) | 4:19     |  |
| 12.           | «Believe»                               | 3:53     |  |
| 13.           | «Edén»                                  | 5:37     |  |
| 14.           | «¿Quién Pide Al Cielo Por Ti?»          | 4:07     |  |
| 15.           | «Ángel Caído»                           | 5:56     |  |
| 16.           | «SOS d'un terrien en détresse»          | 4:47     |  |
| 17.           | «Quizás»                                | 4:40     |  |
| 18.           | «Volver a ser»                          | 5:20     |  |
| 72:24         |                                         |          |  |

## Posicionamiento en listas
Posiciones obtenidas por Libertad Tour
| País   | Asociación | Lista           | Mejor posición | Ref   |
| ------ | ---------- | --------------- | -------------- | ----- |
| España | Promusicae | Top 100 Álbumes | 43             | [ 2 ] |

Posiciones obtenidas por canciones del álbum
| Canción | País   | Máxima posición |
| ------- | ------ | --------------- |
| Quizás  | España | 18              |
| Black   | España | 82              |